# Jesaias von Konstantinopel

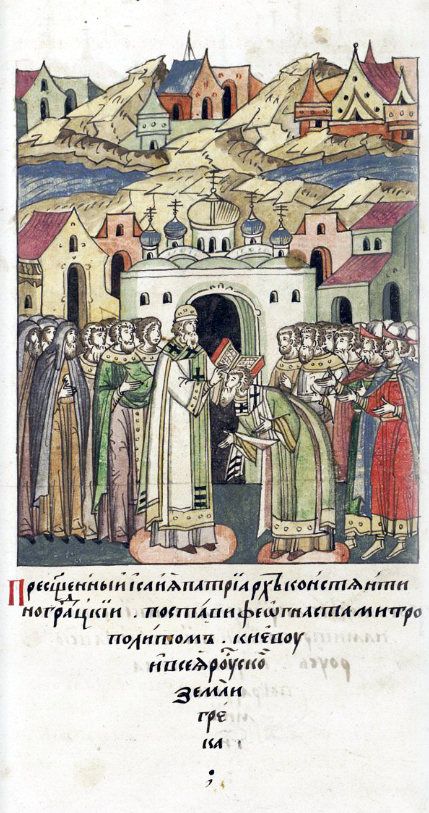
Jesais mit Theognostos von Kiew

Jesaias oder Isaias (griechisch Ησαΐας; † 13. Mai 1332) war Patriarch von Konstantinopel (1323–1332).

## Leben
Jesaias kam aus Epiros. Er wurde Mönch auf dem Athos.
Am 11. November 1323 wurde er Patriarch von Konstantinopel. 1327 wurde er im St. Georgs-Kloster im Mangana-Palast interniert, wahrscheinlich durch Kaiser Andronikos II. im Machtkampf mit dessen Enkel Andronikos III.
Nach der Machtübernahme durch Andronikos III. wurde Jesaias befreit und in einem Zug durch die Stadt von Musikanten und Gauklern begleitet.
In seiner Amtszeit trat Jesaias für eine Vereinigung der byzantinischen mit der römisch-katholischen und der armenisch-orthodoxen Kirche ein. Am 13. Mai 1332 starb er.